# 井出共治
井出 共治（いで ともはる、1940年 - 2010年）は、日本の建築家。斜面開発を得意とし「斜面の魔術師」の異名を持つ。
1972年、株式会社SUM建築研究所を設立し斜面地を有効に活用した数々の建築を手掛ける。
葉山ハートセンターで2000年グッドデザイン賞金賞（建築環境デザイン部門）と、2001年医療福祉建築賞を受賞。2004年湯河原のリゾートマンションでグッドデザイン賞を受賞。また中国にて2004年アジア住居環境計画設計アイデア賞を受賞。
2013年神奈川県川崎市のマンションヒルサイド久末で日本建築家協会25年賞を受賞。
「デザインには意味と意思がある」が彼の口癖であった。東京都生まれ。

## 経歴
東京雑司ヶ谷に生まれる。幼少期は疎開で佐久平に移り住み、八ヶ岳、浅間山に囲まれ、千曲川の流れる自然の中で育つ。
建築家になるか、オーケストラの指揮者になるか悩み、建築家を目指す。1966年、東洋大学工学部建築学科卒業後、東北大学建築学科亀井研究室、伊藤喜三郎建築研究所を経て、1966年から東京大学工学部建築学科内田研究室に研究員として在籍。当時大学紛争真っ盛りの時代背景において、大学では授業も無く、研究員としてもアルバイトばかりの生活を送り、その延長で建築設計事務所を立ち上げる。
最初の作品は実兄の住宅、これを見た兄の取引先の会社から工場を受注。その後工場や研究室、個人住宅設計が続く。その工場が今の彼の作風に少なからず影響を与えているといわれる。1972年、株式会社SUM建築研究所設立。立ち上げ当初、事務所には仕事が無く、親しい不動産会社を訪ねては敷地を探し回り、開発不能としてゴミ捨て場同然となっていた敷地に注目。そこに段状マンションを設計した。これが後に彼の得意技となる段状住宅の処女作となる。
転機となったのは1985年完成の集合住宅「ヒルサイド久末」。高低差27mの急斜面、ほとんどの業者が事業は成立しないと判断した敷地だったが、大方の予想を大きく覆し7倍の競争率で完売させた。この成功により　危険、あるいは町の環境を害している斜面地を有効に活用した数々のプロジェクトを手掛けることとなり「斜面の魔術師」と呼ばれるようになる。その手腕を買われ、山の多い日本において土砂災害を減らす対策のひとつとして旧建設省（現国土交通省）が傾斜地開発手法の研究「急傾斜地保全型中高層住宅のプロトタイプ開発」をまとめる際、この研究を主導する。
その後、胃動脈を使ったバイパス手術を行い国際的に評価を受けている心臓外科医、須磨久善と出会い、神奈川県三浦郡葉山町の斜面地に心臓病の専門病院の設計を手掛ける。心臓専門病院「葉山ハートセンター」は2000年グッドデザイン賞金賞（建築環境デザイン部門）と、2001年医療福祉建築賞を受賞する。
2004年には、湯河原のリゾートマンション「水明荘」で2度目となるグッドデザイン賞を受賞。
2012年には、神奈川県ゆりが丘のマンション「百合が丘ヴィレッジ」で日本建築家協会25年賞を受賞。
2013年には、神奈川県川崎市高津区のマンション「ヒルサイド久末」で日本建築家協会25年賞を受賞。

## 主な作品
- 実兄の住宅（1968年）
- 双信電機工場（1969年）
- おみつばたリゾート（1970年）
- 鷺沼グリーンヒル（1977年）
- ウインザーハイム宮前平（1978年）
- 宮前平ハイデンス（1980年）
- 鷺沼南ハイデンス（1979年）
- 藤が丘タウンハウス（1978年）
- 大岡山グリーンハイツ（1981年）
- ウインザーハイム南砂（1981年）
- ウインザーハイム鷺沼パストラル（1981年）
- 平塚ガーデンホームズ（1983年）
- ゆりが丘ヴィレッジ（1986年）
- ヒルサイド久末（1985年）
- ハイツ町屋（1986年）
- HOMES20（1990年）
- ペガサスマンション大倉山（1987年）
- ペガサスマンション浮間公園（1987年）
- 自社アトリエ（1991年）
- テラス42（現ヒルサイドテラス平山城址）（1991年）
- 指扇ホームズ（1993年）
- 飯山医院（1996年）
- ウィステリア・ヒルズ戸塚（1997年）
- 葉山ハートセンター（2000年）
- 草庵（2002年）
- 水明荘（2004年）
- 新宿追分クリニック（2005年）
- 立木医院（2004年）
- 2010エヌ・イーケムキャット つくば事業所（2010年）